# Cry (Novecento)
Cry è un brano musicale del gruppo italiano Novecento, pubblicato come singolo digitale nel maggio 2008.
Il singolo segna il ritorno del gruppo dopo dieci anni di assenza dalle scene musicali, ed anticipa l'uscita dell'album Secret, che viene pubblicato nello stesso anno.
Sorprendentemente, il brano si rivela un grande successo, debuttando nella classifica degli MP3 più scaricati da iTunes, il 3 giugno 2008, direttamente alla terza posizione, per poi arrivare in vetta il successivo 19 giugno.

## Il video
Il video prodotto per Cry è stato girato nel comune di San Giuliano Milanese

## Formazione
- Pino Nicolosi: tastiere - pianoforte
- Dora Carofiglio: voce
- Rossana Nicolosi: basso,
- Lino Nicolosi: chitarra - ingegnere del suono

## Classifiche
| Posizione | 3 | 3 | 1 | 1 | 2 | 2 | 3 | 5 | 18 | - |